# Piper Kelly
Piper Kelly (Indianápolis, 3 de octubre de 1999) es una deportista estadounidense que compite en escalada. En los Juegos Panamericanos de 2023 obtuvo una medalla de oro en la prueba de velocidad.

## Palmarés internacional
| Juegos Panamericanos | Juegos Panamericanos | Juegos Panamericanos | Juegos Panamericanos |
| Año                  | Lugar                | Medalla              | Prueba               |
| -------------------- | -------------------- | -------------------- | -------------------- |
| 2023                 | Santiago (Chile)     | Medalla de oro       | Velocidad            |